# Оводов, Юрий Семёнович
Юрий Семёнович Оводов (28 августа 1937, Харьков, Украинская ССР, СССР — 6 марта 2014, Сыктывкар, Российская Федерация) — советский и российский химик, специалист в области иммунохимии природных углеводсодержащих антигенов и иммуномодуляторов. Член-корреспондент АН СССР с 15 декабря 1990 года по Отделению биохимии, биофизики и химии физиологически активных соединений (молекулярная иммунология), академик РАН с 11 июня 1992 года. В 2004—2014 годах — директор Института физиологии Коми научного центра Уральского отделения РАН (г. Сыктывкар).

## Биография
В 1959 г. окончил Химический факультет МГУ. Академик РАН (с 1992 г.), доктор химических наук (с 1972 г.), профессор (с 1973 г.). Академик Нью-Йоркской академии наук.
- 1959—1962 гг. — старший лаборант Новосибирского института органической химии Сибирского отделения АН СССР, стажер того же института при Институте химии природных соединений АН СССР,
- 1962—1964 гг. — младший научный сотрудник Института химии Дальневосточного отделения Сибирского отделения АН СССР,
- 1964—1975, 1979—1994 гг. — заведующий лабораторией химии углеводов Института биологически активных веществ Дальневосточного научного центра АН СССР (РАН),
- 1967—1987 гг. — заместитель директора Тихоокеанского института биоорганической химии Дальневосточного отделения АН СССР,
- 1994—2004 гг. — заведующий отделом молекулярной иммунологии и биотехнологии Института физиологии Коми НЦ Уральского отделения РАН,
- 1997—2004 гг. — научный консультант и главный научный сотрудник Института химии Коми НЦ УрО РАН.

С 1999 г. — директор Учебно-научного центра: «Физико-химическая биология» при Сыктывкарском госуниверситете и Лесном институте.
С 2004 г. — Директор Института физиологии Коми НЦ Уральского отделения РАН.
Похоронен на Краснозатонском кладбище в Сыктывкаре.

## Научная деятельность
Внес значительный вклад в становление и развитие химии природных соединений, биоорганической химии, иммунохимии и иммунобиологии.
Вел исследования по следующим основным направлениям: строение тритерпенового олигозида из качима тихоокеанского; структура и свойства гликозидов аралиевых; структурная химия полисахаридов дальневосточных растений, морских трав и бурых водорослей; синтетические и аналитические методы углеводной химии; химическое и иммунохимическое исследование бактериальных антигенов, биогликанов-иммуномодуляторов морских беспозвоночных, онкофетальных антигенов, лектинов и онкопреципитинов; химическое строение и физиологическая активность полисахаридов растений Республики Коми и других районов европейского Севера России.
Учёным изучено строение полисахаридов-иммуномодуляторов из морских организмов и показана их способность стимулировать выработку иммунитета к различным заболеваниям, включая вирусные инфекции и онкозаболевания. При изучении строения онкофетальных антигенов выявил закономерности в проявлении иммунологических свойств и открыл новый класс иммуноактивных биополимеров — онкопреципитинов, позволяющих надежно выявлять раковые антигены и нормализующих опухолевые клетки. На основе этих исследований предложены новые средства иммунодиагностики рака. Выполнен большой цикл работ, посвященный выяснению структуры и физиологической активности антигенов грамотрицательных бактерий, который привел к открытию новой группы иммунодоминантных сахаров. В результате предложены современные подходы к ранней диагностике инфекционных заболеваний, разработан и нашел применение новый иммуноадъювант, значительно усиливающий действие вакцин.
Научные публикации посвящены изучению структуры и физиологической активности гликозидов, полисахаридов и гликоконъюгатов из различных природных источников. Автор 400 научных статей, в том числе 40 патентов. Автор учебных пособий: «Введение в химию иммунитета», «Химия иммунитета», «Избранные главы биоорганической химии».

## Награды и звания
Награждён орденами Октябрьской Революции, Трудового Красного Знамени, «За заслуги перед Отечеством» IV степени, тремя медалями.
Лауреат премии Ленинского комсомола (1972 г.). Лауреат премии РАН им. И. И. Мечникова (1993 г.) и премии РАН им. Ю. А. Овчинникова (2003 г.).